# Lunae Planum
Il Lunae Planum è una struttura geologica della superficie di Marte.